# 大路沟乡
大路沟乡是中国陕西省榆林市靖边县下辖的一个乡。

## 行政区划
大路沟乡下辖以下行政区：
寺台村、后山村、黄地台村、石咀村、大路沟村、艾家湾村、大界村、窑沟村、高湾村